# Toxopidae
Famille
Les Toxopidae sont une famille d'araignées aranéomorphes.

## Distribution
Les espèces de cette famille se rencontrent en Nouvelle-Zélande, en Australie et dans les îles australes de l'océan Indien.

## Paléontologie
Cette famille est connue depuis le Paléogène.

## Taxonomie
Cette famille rassemble 82 espèces dans 14 genres.

## Liste des genres
Selon World Spider Catalog (version  18.5, 01/01/2018) :
- Gasparia Marples, 1956
- Gohia Dalmas, 1917
- Hapona Forster, 1970
- Hulua Forster & Wilton, 1973
- Jamara Davies, 1995
- Laestrygones Urquhart, 1894
- Lamina Forster, 1970
- Midgee Davies, 1995
- Myro O. Pickard-Cambridge, 1876
- Neomyro Forster & Wilton, 1973
- Ommatauxesis Simon, 1903
- Otagoa Forster, 1970
- Toxopsoides Forster & Wilton, 1973
- Toxops Hickman, 1940

## Publication originale
- Hickman, 1940 : The Toxopidae, a new family of Spiders. Papers and Proceedings of the Royal Society of Tasmania, vol. 1939, p. 125-130 (texte intégral).